# I begärligaste laget
I begärligaste laget (engelska: She'll Have to Go) är en brittisk komedifilm från 1962 i regi av Robert Asher.
Filmen är baserad på Ian Stuart Blacks pjäs We Must Kill Toni.

## Handling
Bröderna Oberon inser att deras farmor testamenterat familjeförmögenheten till en avlägsen släkting i Frankrike. De börjar genast intrigera för att komma över pengarna.

## Rollista i urval
- Bob Monkhouse - Francis Oberon
- Alfred Marks - Douglas Oberon
- Hattie Jacques - miss Richards
- Anna Karina - Toni
- Dennis Lotis - Gilbert
- Graham Stark - Arnold
- Clive Dunn - kemisten
- Peter Butterworth - läkaren